# Jenaer Kunstverein

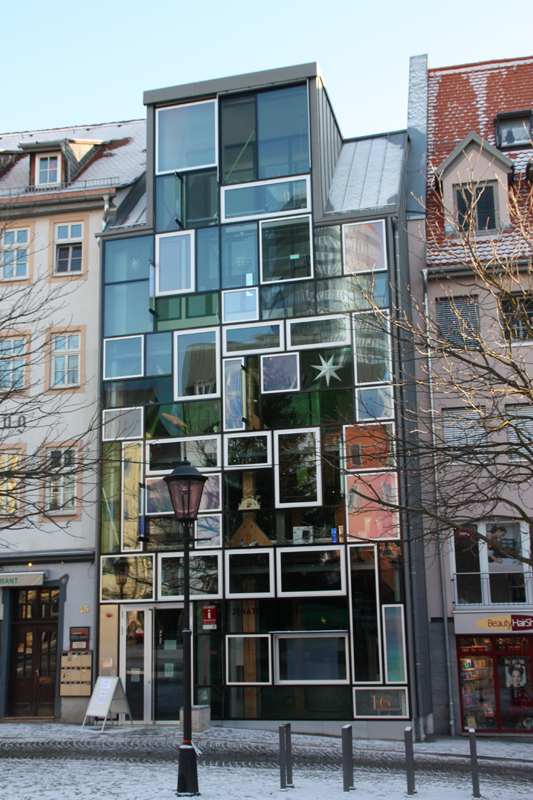
Sitz des Kunstvereins

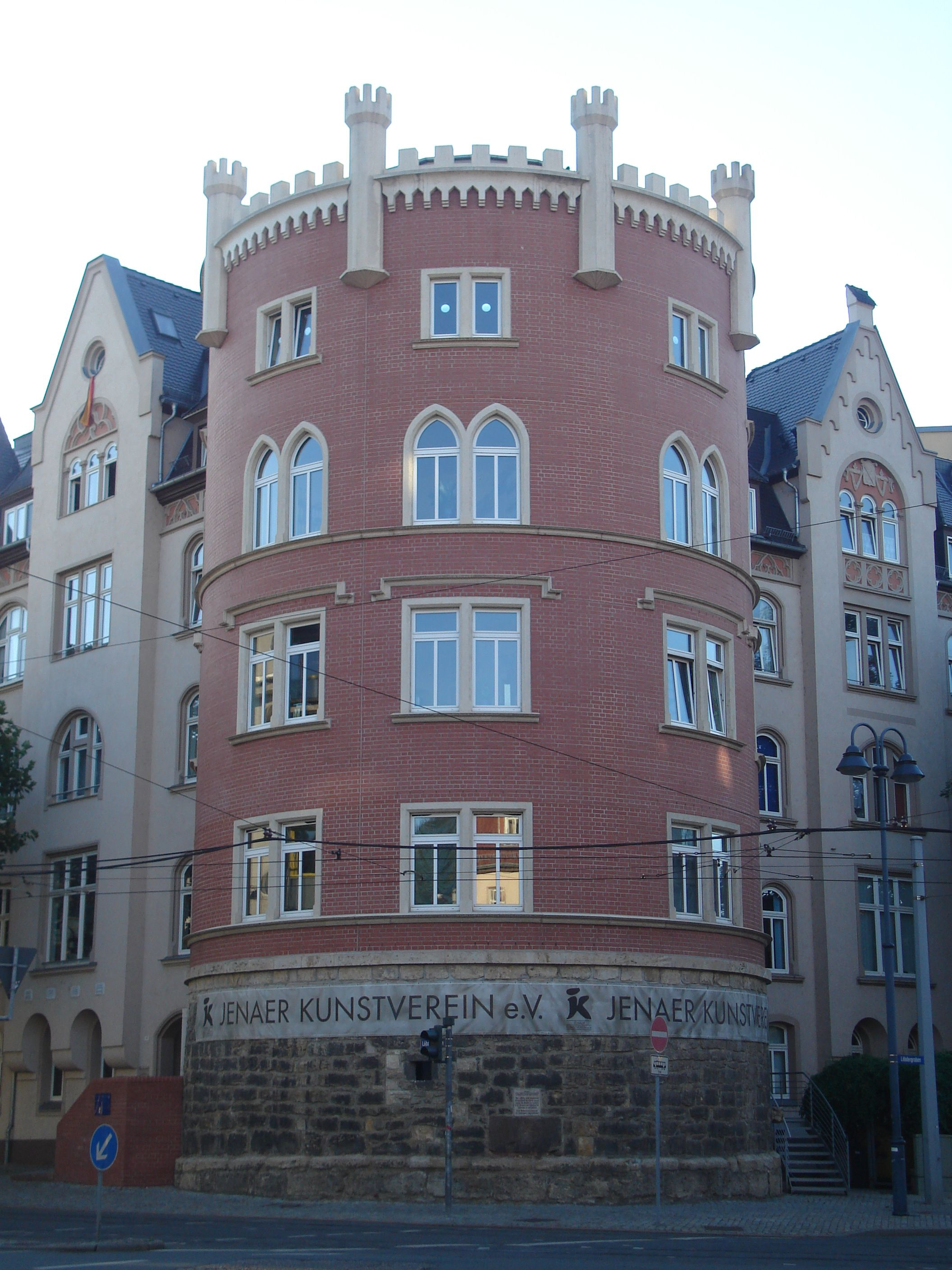
Ursprüngliche Ausstellungsräume im Roten Turm

Jenaer Kunstverein, eigentlich Kunstverein Jena e. V. ist ein 1903 in Jena gegründeter Kunstverein.

## Geschichte
Der Kunstverein wurde am 20. Dezember 1903 durch den als Förderer Ernst Ludwig Kirchners bekannten Archäologen Botho Graef gegründet. Erster Vorsitzende war der Jurist Eduard Rosenthal, sein Stellvertreter war der Verleger Gustav Fischer. 1914 wurde die Kunstsammlung unter dem Philosophen Eberhard Grisebach erweitert. Während der Amtszeit des Archäologen Herbert Koch präsentierte sie sich unter anderem im Weimarer Bauhaus. Seit 1923 stand das Prinzessinnenschlösschen für Dauer- und Wechselausstellungen zur Verfügung.
Im Vorstand wirkten Walter Dexel und Charles Crodel (der 1919/1920 das Urverzeichnis der Jenaer Kirchner-Stiftung zum Gedächtnis an Botho Graef schrieb).
Der Sitz des Kunstvereins befand sich bis 2012 im Gebäude des Optischen Museums. Ausstellungsräume befanden sich im Roten Turm. Heutzutage ist Heimstatt und Ausstellungsort des Kunstvereins der Jenaer Stadtspeicher.

## Wirken
Der Verein beschränkte seine Tätigkeiten nicht allein auf die intellektuelle Oberschicht, sondern bemühte sich in Verbindung mit der Volkshochschule vor allem um die Bildung aller Volksschichten auch durch Vortragsveranstaltungen. Die Ausrichtung des modernen Ausstellungsprofils mit besonderer Berücksichtigung neuester Tendenzen in der Kunst traf nicht immer auf ein verständnisvolles Publikum. Deshalb wechselten sich Ausstellungen der konservativen und modernen Strömungen ab.
Neben Max Klinger, Christian Rohlfs, Hans Thoma und Käthe Kollwitz als Vertreter der älteren Generation nutzten die Künstler des Expressionismus die Ausstellungen des Jenaer Kunstvereins als begehrtes Podium. Unter anderem präsentierten Heinrich Vogeler, Emil Nolde, Erich Heckel, Karl Schmidt-Rottluff, Ernst Ludwig Kirchner, Wassily Kandinsky, Alexej von Jawlensky und Paul Klee ihre Werke. Seit 1930 führte Christoph Natter den Verein. Ein vorläufiges Ende setzten die Nationalsozialisten im Jahr 1937 im Rahmen der Aktion Entartete Kunst, bei der aus der Sammlung des Kunstvereins eine große Anzahl von Druckgrafiken, Tafelbildern und Zeichnungen beschlagnahmt wurde, besonders viele von Ernst Ludwig Kirchner. Viele wurden anschließend zerstört.
Erst im Februar 1990 wurde der Jenaer Kunstverein wieder neu gegründet und setzt mit Ausstellungen zeitgenössischer Kunst die Arbeit fort.

## Künstler, deren Werke 1937 als „entartet“ aus der Sammlung beschlagnahmt wurden
René Auberjonois, Cuno Amiet, Alexander Archipenko, Willi Baumeister, Albert Bloch, Heinrich Campendonk, Heinrich Maria Davringhausen, Walter Dexel, Franz Frank, Theodor Fried (1902–1980), Otto Gleichmann, George Grosz, Hans Hal (1892–1962), Erich Heckel, Hermann Huber, Wassily Kandinsky, Alexander Kanoldt, Ernst Ludwig Kirchner, Oskar Kokoschka, August Macke, Gerhard Marcks, Otto Müller, Emil Nolde, Enrico Prampolini, Heinrich Richter-Berlin, Karl Peter Röhl, Christian Rohlfs, Karl Schmidt-Rottluff, Georg Schrimpf, Arthur Segal, Fritz Stuckenberg und Helene Holzman.